# Văn Dĩ Thành
Văn Dĩ Thành (1380-1416) là tướng khởi nghĩa chống quân Minh xâm lược nước Đại Việt trong những năm đầu thế kỷ 15.
Theo xác nhận của giáo sư sử học Lê Văn Lan, hoạt động chống quân Minh của Văn Dĩ Thành không được chính sử ghi chép.

## Thân thế
Tổ tiên Văn Dĩ Thành vốn mang gốc họ Hoa ở Bảo Hà (Vĩnh Bảo, Hải Phòng), có truyền thống làm nghề mộc. Cha ông di chuyển đến sinh sống ở tổng Gối thuộc xã Tân Hội, huyện Đan Phượng, Hà Nội và sinh ra ông. Cha Văn Dĩ Thành từng vào Thanh Hóa xây dựng Tây Đô hồi cuối thế kỷ 14 theo lệnh của Hồ Quý Ly.

## Chống quân Minh
Năm 1407, nhà Hồ bị nhà Minh đánh bại, nước Đại Ngu bị xâm chiếm. Văn Dĩ Thành tập hợp lực lượng, cùng Lê Ngộ nổi dậy chống quân Minh.
Văn Dĩ Thành lấy vùng tổng Gối làm căn cứ, thường dùng sắc phục toàn một màu đen, nên được gọi là "Quân Hắc Y". Cuộc khởi nghĩa cũng được gọi là "Khởi nghĩa Hắc Y". Văn Dĩ Thành cũng được tôn vinh là "Tướng Hắc Y Dạ Xoa". Văn Dĩ Thành đóng đại bản doanh ở gò Đống Đám, giữa cánh đồng Dinh của làng Thượng Hội-một trong bốn làng (Vĩnh Kỳ, Thúy Hội, Thượng Hội, Phan Long) của tổng Gối (nay là khu làng Thượng Hội của xã Tân Hội, huyện Đan Phượng, Hà Nội).
Quân Hắc Y sau đó mở rộng hoạt động đến vùng cửa Tây (Đoài Môn) và hồ Tây (Tây Hồ), thành Đông Quan, bên kia sông Cái (sông Hồng), xây dựng thêm căn cứ ở Hạ Lôi, núi Dõm, núi Đôi, Thanh Tước... (thuộc huyện Mê Linh hiện nay).
Văn Dĩ Thành đã định ra "Lục điều kim ngọc" để truyền bá cho dân chúng:
Nhất túc thảo lương hữu tối đa
Nhị dụng chiến thuật giữ can qua
Tam trừ Minh tặc xâm biên giới
Tứ diện chu toàn mật quốc gia
Ngũ kết đồng tâm đồng thượng hạ
Lục cương nghiêm tĩnh nhất sơn hà
Tạm dịch:
Một là thóc gạo thật nhiều
Hai dùng chiến thuật lựa theo sức mình
Ba là quyết đuổi giặc Minh
Bốn mặt hiểm mật tình hình kín bưng
Năm là trên dưới một lòng
Sáu nghiêm quân kỷ, quân phong hàng đầu
Bên cạnh đó, ông còn viết "Tứ vọng giang sơn" – Bốn điều ước vọng vì đất nước, được xem như là một bản Tuyên ngôn độc lập của Việt Nam:
為國家獨立
為民族自由
為民生幸福
為民權平等
Phiên âm Hán Việt:
Vị quốc gia độc lập
Vị dân tộc tự do
Vị dân sinh hạnh phúc
Vị dân quyền bình đẳng
Bị nhiều tổn thất, quân Minh lo sợ, cử người (tên là Minh Tư) đi mua chuộc, dụ dỗ ông nhưng không thành. Nhân phó tướng Lê Ngộ đưa phần lớn quân Hắc Y đi hoạt động xa, ngày 12 tháng 3 năm 1416 quân Minh điều lực lượng lẻn đánh vào đại bản doanh Đống Đám (Thượng Hội). Văn Dĩ Thành đã cùng nhóm nghĩa binh thân tín tả xung hữu đột, nhưng quân ít, không cự nổi và bị tử trận cùng nhiều binh sĩ. Phó tướng Lê Ngộ nghe tin đưa lực lượng về ứng cứu nhưng không kịp.

## Được tôn vinh
Văn Dĩ Thành được người đời tôn vinh là Nguyên súy Hắc y nhất bộ.
Để ghi nhớ công ơn của ông, người dân nơi đây đã tôn ông là thành hoàng làng và xây dựng miếu Voi Phục làm nơi thờ phụng. Miếu này hiện lưu giữ 40 đạo sắc phong do các triều đại từ Hậu Lê năm 1620 đến Hậu Nguyễn năm 1924 ban tặng cho ông, trong đó có các danh hiệu cao quý như: "Nam thiên thượng đẳng thần", "Anh hùng hào kiệt", "Hữu công tối đại"... Ngoài ra, nhân dân tổng Gối đã sáng tạo ra loại hình nghệ thuật diễn xướng độc đáo là hát chèo tàu.
Hiện nay tại cánh đồng Dinh làng Thượng Hội xã Tân Hội còn lăng Văn Sơn tương truyền là mộ của tướng quân Văn Dĩ Thành. Miếu Voi Phục và Lăng Văn Sơn được công nhận là di tích lịch sử tháng 11/1997. Nơi đây cũng là nơi tổ chức hội hát Chèo Tàu tổng Gối (được tổ chức 25 năm một lần).
Đại tướng Văn Tiến Dũng là một hậu duệ của Văn Dĩ Thành.

## Trong văn học
Văn Dĩ Thành và Lê Ngộ được Nguyễn Dữ hư cấu hóa thành hai nhân vật chính trong "Chuyện tướng Dạ Xoa" (Dạ Xoa bộ soái lục) trong Truyền kỳ mạn lục.